# Matilde Moreno
Matilde Moreno (Madrid, 1874-Madrid, 12 de febrero de 1959) fue una actriz española.

## Biografía
Nacida en Madrid en 1874, estudió interpretación con Teodora Lamadrid. Su debut en los escenarios se produjo en el Teatro Principal de Barcelona, con la obra La operación de la tarde. Seguidamente se incorporó a la Compañía de Antonio Vico, con la que realizó una gira por Latinoamérica. De regreso a España, pasó a la Compañía de María Tubau, con la que interpretó La reina y la comedianta, de Cavestany.

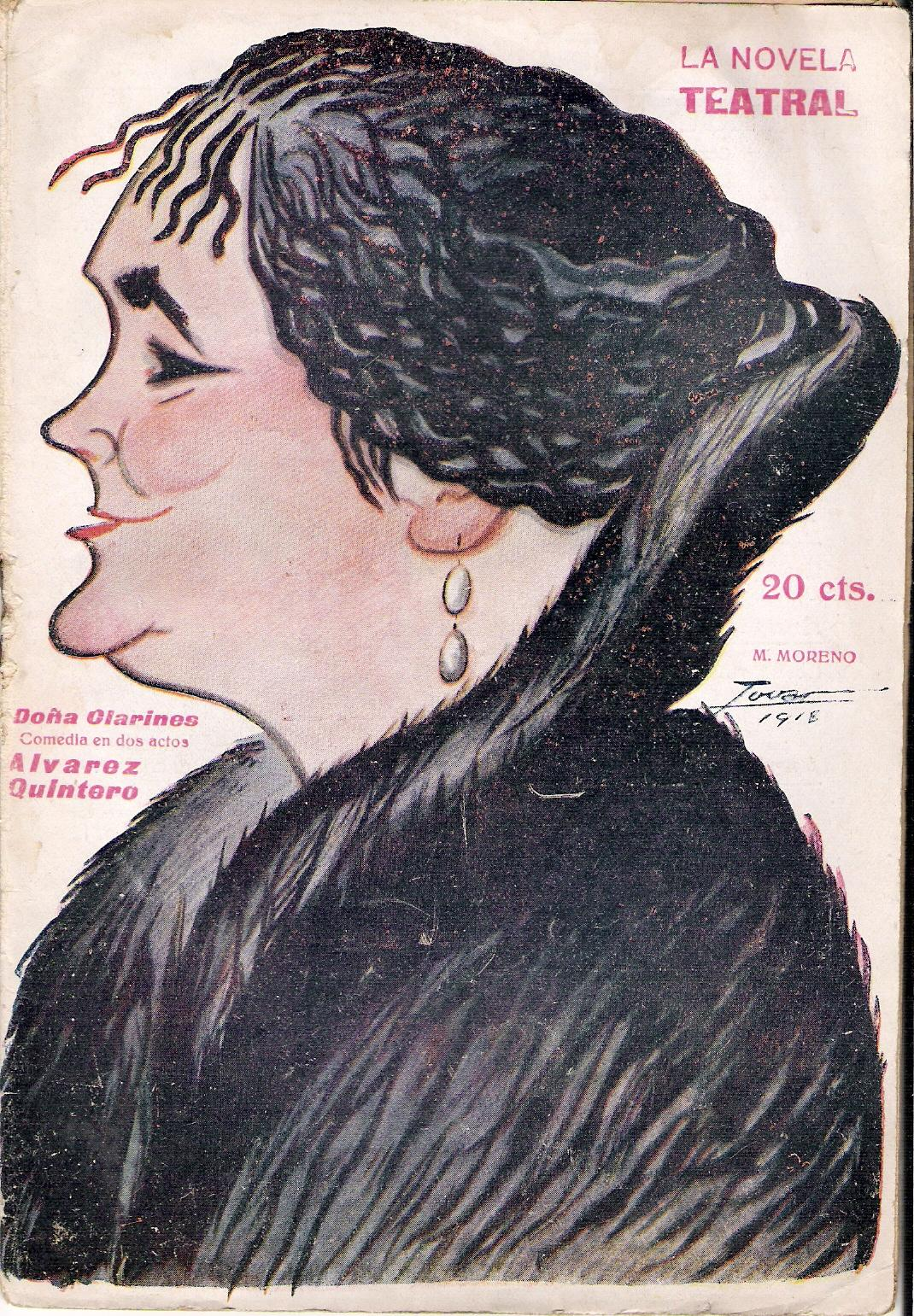
Caricaturizada por Tovar (1918)

Creó finalmente su propia compañía, con la que consigue grandes triunfos sobre los escenarios y pone en escena obras de Benito Pérez Galdós, (Electra, 1901 y Alma y vida, 1902, con Emilio Thuillier, Pedro Minio, 1908), Valle-Inclán (El marqués de Bradomín, 1906; La cabeza del dragón, 1910; Cuento de abril, 1910), Jacinto Benavente (La fuerza bruta, 1908, con Ricardo Puga y Leocadia Alba; La escuela de las princesas, 1909), Antonio Zozaya (Misterio, 1910, con Matilde Rodríguez), José de Echegaray (De mala raza, 1911), los hermanos Álvarez Quintero (El centenario, 1909; Nena Teruel, 1913, con José Tallaví), el Duque de Rivas (Don Álvaro o la fuerza del sino, 1917) y Joaquín Dicenta (hijo) (Rosario la Cortijera, 1922).
En la década de 1910 formó compañía con Ricardo Calvo. Se retiró de los escenarios en la década de 1940. Falleció en su ciudad natal el 13 de febrero de 1959.